# Goosecreekita
La goosecreekita és un mineral de la classe dels silicats que pertany al grup de la zeolita. Va ser anomenada en honor de la seva localitat tipus: la pedrera New Goose Creek, a Leesburg (Comtat de Loudoun, Virginia, Estats Units).

## Característiques
La goosecreekita és un tectosilicat de fórmula química Ca(Si₆Al₂)O16·5H₂O. Cristal·litza en el sistema monoclínic en forma de cristalls euèdrics, molt corbats, de fins a 4 cm, també en forma d'agregats policristal·lins. La seva duresa a l'escala de Mohs és 4,5.
Segons la classificació de Nickel-Strunz, la goosecreekita pertany a «09.GB - Tectosilicats amb H₂O zeolítica, amb cadenes de connexions senzilles de 4-enllaços» juntament amb els següents minerals: amonioleucita, analcima, hsianghualita, litosita, leucita, pol·lucita, wairakita, kirchhoffita, laumontita, yugawaralita, roggianita, montesommaïta i partheïta.

## Formació i jaciments
La goosecreekita va ser descoberta a la pedrera New Goose Creek, a Leesburg (Comtat de Loudoun, Virginia, Estats Units) en cavitats i fractures en una diabase triàsica. També ha estat descrita a Alemanya, Costa Rica, Hongria, l'Índia i Noruega.